# Robert Peel
Robert Peel (ur. 5 lutego 1788 w Bury w Lancashire, zm. 2 lipca 1850 w Londynie) – brytyjski polityk, premier Wielkiej Brytanii w latach 1834–1835 oraz 1841–1846. Konserwatywny rząd Peela, wprowadził ustawy promujące wolny handel. Żeby złagodzić skutki wielkiej klęski nieurodzaju, która nawiedziła Anglię i Irlandię w latach 1841–1847, zniósł cła na zboże, co wywołało rozłam w partii.

## Wczesne lata życia i początki kariery politycznej
Był synem sir Roberta Peela, 1. baroneta, i Ellen Yates. Wykształcenie odebrał w Hipperholme Grammar School, Harrow School oraz w Christ Church na Uniwersytecie Oksfordzkim. Na studiach uzyskał dyplomy pierwszej klasy z przedmiotów klasyczych i z matematyki.
W 1809 r. uzyskał mandat parlamentarny ze zgniłego okręgu wyborczego Cashel, w którym mieszkało wówczas 24 wyborców. Poparcia Peelowi w tych wyborach udzielił ówczesny Główny sekretarz Irlandii sir Arthur Wellesley, późniejszy książę Wellington. Swoją pierwszą mowę na forum Izby Gmin Peel wygłosił na początku 1810 r. i była ona jedną z odpowiedzi na mowę tronową króla. Mowa Peela zyskała spore uznanie wśród deputowanych. Speaker Izby Gmin, Charles Abbot, opisał ją jako najlepszą pierwszą mowę od czasów Williama Pitta.
Przez następną dekadę Peel sprawował wiele pomniejszych stanowisk w administracji rządowej. Był kolejno podsekretarzem stanu w Ministerstwie Wojny i Kolonii, Głównym Sekretarzem Irlandii (1812–1818) oraz przewodniczącym Bullion Committee (komisji parlamentarnej powołanej do ustabilizowania brytyjskich finansów po wojnach napoleońskich).
Peel kilkakrotnie zmieniał okręgi wyborcze. Już w 1812 r. przeniósł się do okręgu Chippenham. Od 1817 r. reprezentował okręg wyborczy Oxford University. W latach 1829–1830 był reprezentantem okręgu Westbury. Następnie aż do śmierci był deputowanym z okręgu Tamworth.

## Minister spraw wewnętrznych
W 1822 r. Peel został członkiem gabinetu lorda Liverpoola jako minister spraw wewnętrznych. Na stanowisku tym przeprowadził wiele reform brytyjskiego prawa karnego. W 1829 r., na podstawie Metropolitan Police Act, powołał do życia policję stołeczną (jej funkcjonariusze otrzymali na jego cześć pseudonimy Bobbies). Ograniczył również katalog czynów zagrożonych karą śmierci. Zreformował ponadto system więziennictwa.

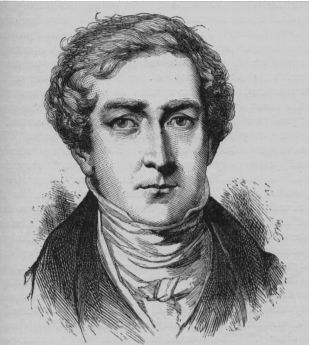
Robert Peel

Peel zrezygnował ze stanowiska w 1827 r., kiedy premierem został George Canning. Peel nie zgadzał się z premierem w sprawie równouprawnienia katolików, które popierał Canning. W 1828 r. Peel ponownie stanął na czele Ministerstwa Spraw Wewnętrznych, kiedy premierem został jego protektor, książę Wellington. Peel był wówczas uznawany za drugą osobę w stronnictwie torysów, po zwycięzcy spod Waterloo.
Mimo że Peel był przeciwnikiem równouprawnienia katolików, nacisk zwolenników tej reformy na rząd był tak silny, że w 1829 r. parlament uchwalił Emancipation Act. Na skutek tego Peel zrezygnował z reprezentowania okręgu Oxford University, w którym prawo głosu mieli anglikanie. Wnioskodawcą ustawy o równouprawnieniu był Irlandczyk Daniel O’Connell, który w 1815 r. wyzwał Peela na pojedynek, ale został aresztowany w drodze na miejsce starcia.
Równouprawnienie katolików było tylko jednym z wielu postulatów reformatorów, ale jedynie nim zajęła się torysowska administracja. W 1830 r. torysi przegrali wybory i do władzy doszedł reformatorski rząd wigów pod przewodnictwem lorda Greya. Następne lata na scenie politycznej były burzliwe, ale kiedy rząd wigów przeprowadził najważniejsze reformy (m.in. reformę wyborczą), król Wilhelm IV powołał torysowski gabinet. Na jego czele miał stanąć Peel, ale ponieważ przebywał on wówczas we Włoszech, tymczasowo zastąpił go książę Wellington.

## Premier Wielkiej Brytanii
Peel przybył z Włoch w grudniu 1834 r. i objął stanowisko szefa rządu. Ponieważ w Izbie Gmin większość mieli wigowie, od ich dobrej woli zależało istnienie gabinetu. Na wniosek Peela król zarządził wybory na 1835 r. W styczniu Peel wydał Tamworth Manifesto, w którym zawarł program wyborczy torysów, którzy powoli przekształcali się w Partię Konserwatywną. Wybory odbyły się w styczniu i lutym 1835 r. i zakończyły zwycięstwem wigów. Kolejne projekty ustaw przedstawiane przez rząd Peela przepadały w Izbie Gmin. W kwietniu rząd podał się do dymisji. Jedynym trwałym efektem rządów Peela było powołanie komisji nadzorującej działalność Kościoła Anglii.
W maju 1839 r. Peel otrzymał kolejną szansę na stworzenie rządu. Kiedy lider wigów, lord Melbourne, podał swój gabinet do dymisji, królowa Wiktoria powierzyła misję tworzenia rządu Peelowi. Misja ta zakończyła się niepowodzeniem, kiedy Peel podjął próbę obsadzenia stanowisk na Dworze Królewskim swoimi stronnikami. Królowa sprzeciwiła się wymianie swoich dam dworu, z których większość była skoligacona z politykami stronnictwa wigów. Wydarzenie to zyskało miano „kryzysu sypialnianego” (Bedchamber Crisis) i spowodowało, że Peel odmówił przyjęcia misji tworzenia rządu i Melbourne powrócił na stanowisko.

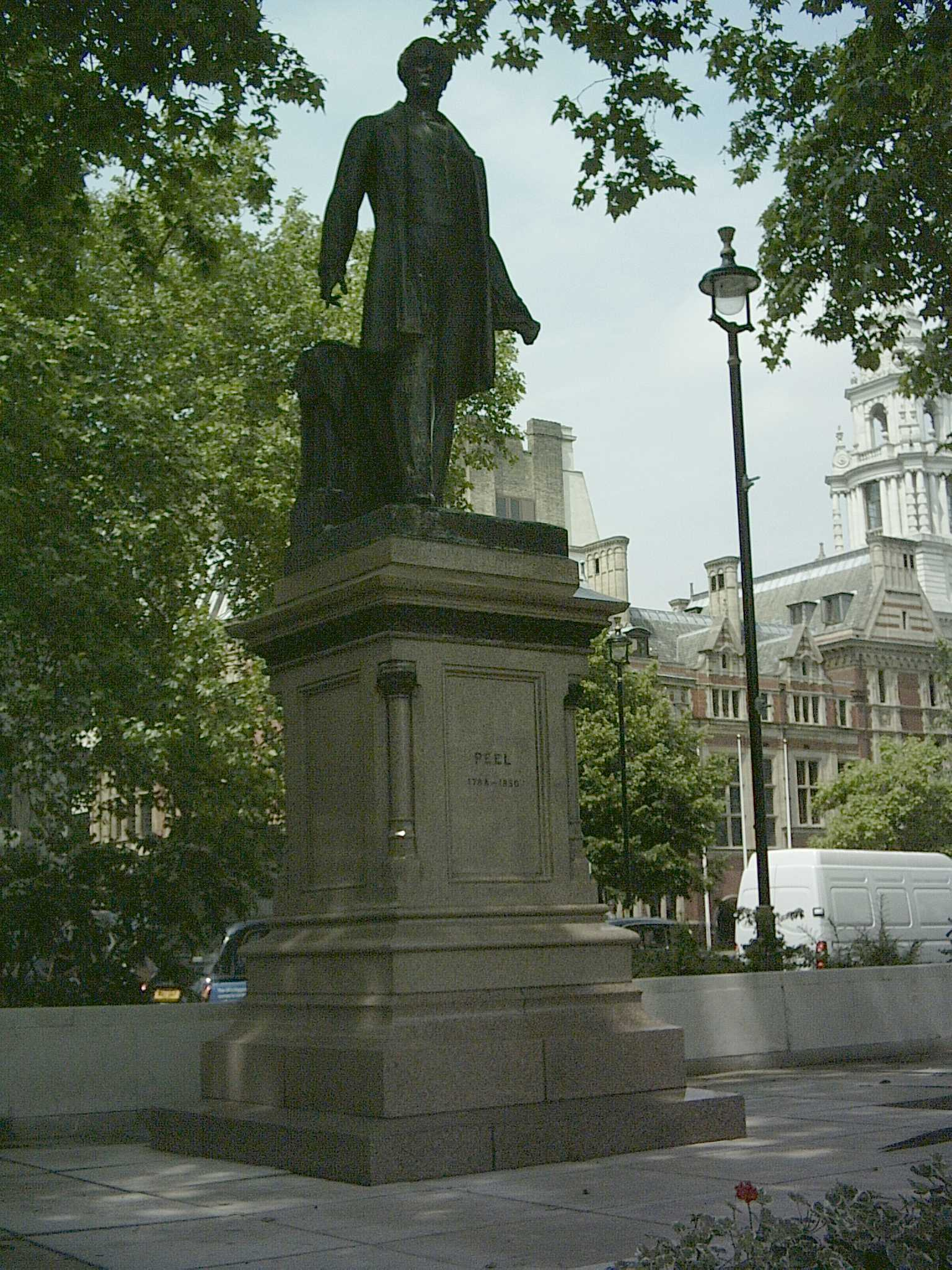
Pomnik Peela w Londynie

Peel powrócił na stanowisko premiera po wygranych przez konserwatystów wyborach 1841 r. Musiał zmierzyć się z recesją ekonomiczną i deficytem budżetowym. Już w 1841 r. przywrócono podatek dochodowy. Dochody z niego miały zrównoważyć straty związane ze zniesieniem ponad 1200 opłat celnych, m.in. na cukier. W 1842 r. po raz pierwszy zgłoszono propozycję likwidacji ustaw zbożowych. W tym samym roku uchwalono Mines Act, który zakazywał pracy kobiet i dzieci w kopalniach. W 1844 r. uchwalono Factory Act, który ograniczył czas pracy dzieci między 9 a 13 rokiem życia do sześciu godzin dzienne. Ludzie młodzi oraz kobiety nie mogli pracować dłużej niż 12 godzin dziennie. W ten czas wliczono 1,5 godziny na posiłki. Wprowadzono również ograniczoną opiekę medyczną nad robotnikami.
Najważniejszym wydarzeniem drugiej kadencji Peela była likwidacja ustaw zbożowych, które wprowadzały wysokie cła na importowane zboże. Peel, sceptyczny wobec tych planów, zajął się ich realizacją w obliczu klęski głodu w Irlandii. Projekt likwidacji ustaw spotkał się ze sprzeciwem posiadaczy ziemskich, których interesy reprezentowali konserwatyści. Spotkał się natomiast z przychylnością przemysłowców reprezentowanych przez wigów.
Kwestia likwidacji ustaw zbożowych doprowadziła do rozłamu w łonie Partii Konserwatywnej. 29 czerwca 1846 r. stronnicy Peela, korzystając z poparcia wigów i deputowanych radykalnych, przegłosowali zniesienie ustaw zbożowych. Tego samego dnia Peel podał swój gabinet do dymisji. Nowym premierem został wig, lord John Russell.

## Ostatnie lata
Po rozłamie wśród konserwatystów Peel i jego stronnicy opuścili partię i utworzyli stronnictwo „Peelites”. Popierali oni działania wigowskiego rządu. W 1859 r. połączyli się z wigami, tworząc Partię Liberalną. Robert Peel nie dożył tego wydarzenia. Zmarł na skutek obrażeń po upadku z konia 2 lipca 1850 r.

## Rodzina
W 1820 r. poślubił Julię Floyd (zm. 1859), córkę generała sir Johna Floyda, 1. baroneta. Robert i Julia mieli razem pięciu synów i dwie córki:
- Julia Peel (zm. 14 sierpnia 1893), żona George’a Villiersa, 6. hrabiego Jersey, i Charlesa Brandlinga, miała dzieci z pierwszego małżeństwa
- Eliza Peel (zm. kwiecień 1883), żona Francisa Stonora, miała dzieci
- Robert Peel (4 maja 1822 – 9 maja 1895), 3. baronet
- Frederick Peel (26 października 1823 – 6 czerwca 1906), polityk
- William Peel (2 listopada 1824 – 27 kwietnia 1858), oficer Royal Navy
- John Floyd Peel (24 maja 1827 – 21 kwietnia 1910), ożenił się z Annie Jenny, nie miał dzieci
- Arthur Wellesley Peel (3 sierpnia 1829 – 24 października 1912), 1. wicehrabia Peel

## Gabinety Roberta Peela

### Pierwszy gabinet, grudzień 1834 – kwiecień 1835
- premier, pierwszy lord skarbu, kanclerz skarbu: Robert Peel
- lord kanclerz: John Copley, 1. baron Lyndhurst
- lord przewodniczący Rady: James St Clair-Erskine, 2. hrabia Rosslyn
- lord tajnej pieczęci: James Stuart-Wortley-Mackenzie, 1. baron Wharncliffe
- minister spraw wewnętrznych: Henry Goulburn
- minister spraw zagranicznych: Arthur Wellesley, 1. książę Wellington
- minister wojny i kolonii: George Hamilton-Gordon, 4. hrabia Aberdeen
- pierwszy lord Admiralicji: Thomas de Grey, 2. hrabia de Grey
- generał artylerii: George Murray
- przewodniczący Zarządu Handlu: Alexander Baring
- przewodniczący Rady Kontroli: Edward Law, 2. baron Ellenborough
- płacmistrz armii: Edward Knatchbull
- sekretarz ds. wojny: John Charles Herries

### Drugi gabinet, sierpień 1841 – czerwiec 1846
- premier, pierwszy lord skarbu: Robert Peel,
- lord kanclerz: John Copley, 1. baron Lyndhurst
- lord przewodniczący Rady: James Stuart-Wortley-Mackenzie, 1. baron Wharncliffe
- lord tajnej pieczęci: Richard Temple-Grenville, 2. książę Buckingham i Chandos
- minister spraw wewnętrznych: James Graham
- minister spraw zagranicznych: George Hamilton-Gordon, 4. hrabia Aberdeen
- minister wojny i kolonii: Edward Stanley, lord Stanley
- pierwszy lord Admiralicji: Thomas Hamilton, 9. hrabia Haddington
- kanclerz skarbu: Henry Goulburn
- przewodniczący Rady Kontroli: Edward Law, 1. hrabia Ellenborough
- przewodniczący Zarządu Handlu: Frederick Robinson, 1. hrabia Ripon
- sekretarz ds. wojny: Henry Hardinge
- Paymaster-General: Edward Knatchbull
- minister bez teki: Arthur Wellesley, 1. książę Wellington

Zmiany
- październik 1841 r. – lord FitzGerald i Vesey zastępuje lorda Ellenborough na stanowisku przewodniczącego Rady Kontroli
- luty 1842 r. – książę Buccleuch zastępuje księcia Buckingham na stanowisku lorda tajnej pieczęci
- maj 1843 r. – lord Ripon zastępuje lorda FitzGeralda na stanowisku przewodniczącego Rady Kontroli, William Ewart Gladstone zastępuje Ripona na stanowisku przewodniczącego Zarządu Handlu
- maj 1844 r. – Kanclerz Księstwa Lancaster lord Granville Somerset zostaje członkiem gabinetu, Henry Hardinge opuszcza gabinetu, jego następcy na stanowisku sekretarza ds. wojny nie wchodzą w skład gabinetu
- luty 1845 r. – William Ewart Gladstone opuszcza gabinet, jego następcy na stanowisku przewodniczącego Zarządu Handlu nie wchodzą w skład gabinetu, pierwszy komisarz ds. lasów lord Lincoln zostaje członkiem gabinetu, Paymaster-General Edward Knatchbull opuszcza gabinet
- maj 1845 r. – sekretarz ds. wojny Sidney Herbert zostaje członkiem gabinetu
- grudzień 1845 r. – Gladstone zastępuje lorda Stanleya na stanowisku ministra wojny i kolonii
- styczeń 1846 r. – książę Buccleuch zastępuje lorda Wharncliffe’a na stanowisku Lorda Przewodniczącego Rady, lord Haddington zastępuje księcia Buccleuch na stanowisku lorda tajnej pieczęci, lord Ellenborough zastępuje Haddingtona na stanowisku pierwszego lorda Admiralicji, lord Lincoln zostaje Głównym Sekretarzem Irlandii, jego następcy na stanowisku pierwszego komisarza ds. lasów nie wchodzą w skład gabinetu